# ريفان كنعان
ريفان كنعان (23 ديسمبر 1984 -)، ممثلة لبنانية تعيش في السعودية. مثلت في الرابعة عشر من عمرها في المسلسل السعودي طاش ما طاش بموسمه السابع، لم تعمل في التمثيل إلا في السعودية.

## أعمالها

### المسلسلات
- طاش ما طاش
- حارتنا حلوة
- كوميدو.
- آخر أيام الوفاء.
- قلب أبيض.

### المسرحيات
- لطيفة في الوظيفة.
- بضاعة على الرصيف: 2010[2]

## روابط خارجية
- ريفان كنعان على موقع قاعدة بيانات الأفلام العربية